# Nekrobacyloza
Nekrobacyloza (łac. necrobacillosis) – wielopostaciowa zakaźna i zaraźliwa choroba bydła o przebiegu z reguły przewlekłym. Występuje zarówno u cieląt, jak i bydła dorosłego. Charakterystycznym objawem jest tworzenie się ognisk martwicowych w różnych narządach wewnętrznych oraz w skórze.